# ملاشاه بدخشی
شاه‌محمد ملقب له مُلّاشاه بَدَخشی از شاعران پارسی‌گو و مشایخ صوفی طریقت قادری و مرشد روحانی داراشکوه، شاهزاده گورکانی بود. او در قریه ارگسا در ولسوالی رستاق از توابع بدخشان (امروزه ولایت تخار، افغانستان) متولد شد و تخلص خود را نیز از نام زادگاه‌اش گرفت.
ملاشاه بدخشی جانشین روحانی میان میر، صوفی بزرگ هندوستان بود.
ملاشاه در روستای موسوارک بدخشان (تَخار امروزی) آموزش دید و در ۱۰۲۳ هجری یعنی زمانی که ۲۸ سال داشت راهی هندوستان شد و بعداً به لاهور رسید.
پس از مدتی او با افراد خانواده شاه‌جهان، پادشاه هند، نزدیکی و دوستی و رابطه مرشدی پیدا کرد.

## آثار
- کلیات: که در کتابخانه همگانی شرقی بانکی‌پور موجود و دارای سه جلد است:
  - جلد اول: ۱- تفسیر سوره فاتحه، ۲- سوره بقره، ۳- سوره آل عمران، ۴- سوره یوسف
  - جلد دوم: ۵- رساله بسم الله، ۶- رساله حمد ونعت ومنقبت، ۷- یوسف وزلیخا، ۸- رساله دیوانه، ۹- رساله مرشد، ۱۰- رساله ولوله، ۱۱- رساله هوش، ۱۲- رساله تعریفات، ۱۳- خانه‌ها و باغات و منازل کشمیر، ۱۴- رساله نسبت.
  - جلد سوم: ۱۵- رساله شاهیه، ۱۶- دیوان اول، ۱۷- دیوان دوم، ۱۸- شرح رباعیات، ۱۹- رقعات، ۲۰- قصاید عربی.
- مکتوبات: تحت عنوان «مکتوبات قطب الاقطاب غوث الافاق، عارف بالله حضرت مولانا شاه قدس الله سره، (که در کتابخانه دانشگاه پنجاب موجود است)